# Always in Between
Always in Between è il secondo album in studio della cantante britannica Jess Glynne, pubblicato il 12 ottobre 2018.

## Descrizione
L'album vede la cantautrice affiancata da numerosi artisti nella stesura e composizione dei brani. Tra questi Ed Sheeran è coautore del brano Thursday che secondo la Glynne è la traccia che ha ridefinito l'album dichiarandola «un'esperienza di scrittura e di condivisione degli alti e bassi dell'essere famosi e del lavoro che facciamo rendendola un'esperienza terapeutica». Collabora anche con Mark Ralph al brano All I Am riguardante «la mia famiglia, i miei amici e le persone che mi hanno reso quello che sono» e con Toby Gad, Cass Lowe, Jonathan Coffer e Sophie Cooke.  La cantante in un'intervista a Billboard afferma «Penso di aver imparato molto su me stessa, su ciò che voglio e ciò che non voglio. Penso di avere maturato nelle mie emozioni... Mi sembra di essere ancora in anticipo nella mia carriera».

## Successo commerciale
Nel Regno Unito, ha debuttato in vetta alla classifica con 36,500 unità, di cui 24,820 copie pure vendute. È diventato il secondo album numero uno della cantante, che è così divenuta la prima artista britannica ad essere in cima alla classifica nel 2018.

## Tracce
1. Intro – 1:38
2. No One – 3:39
3. I'll Be There – 3:14
4. Thursday – 3:34
5. All I Am – 3:39
6. 123 – 3:10
7. Never Let Me Go – 3:28
8. Broken – 3:37
9. Hate/Love – 4:28
10. Won't Say No – 3:05
11. Rollin – 3:38
12. Nevermind – 3:42

Tracce bonus nell'edizione deluxe
1. Rudimental – These Days (feat. Jess Glynne, Macklemore e Dan Caplen) – 3:31
2. Too Many Zooz vs. KDA – So Real (Warriors) (feat. Jess Glynne) – 2:51
3. Million Reasons – 3:21
4. Insecurities – 3:17
5. One Touch (feat. Jax Jones) – 3:17

## Classifiche
| Classifica (2018) | Posizione massima |
| ----------------- | ----------------- |
| Australia         | 18                |
| Austria           | 58                |
| Belgio (Fiandre)  | 34                |
| Canada            | 51                |
| Repubblica Ceca   | 59                |
| Germania          | 33                |
| Irlanda           | 4                 |
| Italia            | 31                |
| Nuova Zelanda     | 16                |
| Paesi Bassi       | 40                |
| Regno Unito       | 1                 |
| Spagna            | 40                |
| Svizzera          | 32                |